# Białoruś na Letnich Igrzyskach Olimpijskich 2020
Białoruś na Letnich Igrzyskach Olimpijskich 2020 – reprezentacja Białorusi na Letnich Igrzyskach Olimpijskich 2020 rozegranych w dniach 23 lipca–8 sierpnia 2021 roku w Tokio. Był to siódmy start reprezentacji Białorusi na letnich igrzyskach olimpijskich. Reprezentacja liczyła 103 sportowców występujących w 17 dyscyplinach. Wywalczyła siedem medali, złoty, trzy srebrne i trzy brązowe. Podczas ceremonii otwarcia chorążymi reprezentacji była łuczniczka Hanna Marusawa oraz pływak Mikita Cmyh.

## Zdobyte medale
| Medal  | Zawodnik                                                                  | Dyscyplina    | Konkurencja                                   | Data       |
| ------ | ------------------------------------------------------------------------- | ------------- | --------------------------------------------- | ---------- |
| Złoto  | Iwan Litwinowicz                                                          | Gimnastyka    | skoki na trampolinie                          | 31 lipca   |
| Srebro | Iryna Kuraczkina                                                          | Zapasy        | -57 kg                                        | 5 sierpnia |
| Srebro | Magomiedchabib Kadimagomiedow                                             | Zapasy        | styl wolny -74 kg                             | 6 sierpnia |
| Srebro | Wolha Chudzienka Maryna Litwinczuk Marharyta Machniewa Nadzieja Lapieszka | Kajakarstwo   | K-4 500 m                                     | 7 sierpnia |
| Brąz   | Maksim Niedasiekau                                                        | Lekkoatletyka | skok wzwyż                                    | 1 sierpnia |
| Brąz   | Wanesa Kaładzinska                                                        | Zapasy        | -53 kg                                        | 6 sierpnia |
| Brąz   | Alina Harnaśko                                                            | Gimnastyka    | gimastyka artystyczna – wielobój indywidualny | 7 sierpnia |

## Kadra
9 lipca 2021 roku potwierdzono ostateczny skład reprezentacji Białorusi.
| Dyscyplina             | M  | K  | Razem |
| ---------------------- | -- | -- | ----- |
| Boks                   | 4  | 0  | 4     |
| Gimnastyka             | 2  | 8  | 10    |
| Jeździectwo            | 1  | 0  | 1     |
| Judo                   | 2  | 1  | 3     |
| Kajakarstwo klasyczne  | 5  | 7  | 12    |
| Kolarstwo szosowe      | 1  | 1  | 2     |
| Kolarstwo torowe       | 1  | 1  | 2     |
| Lekkoatletyka          | 12 | 18 | 30    |
| Łucznictwo             | 0  | 3  | 3     |
| Pięciobój nowoczesny   | 1  | 2  | 3     |
| Pływanie               | 4  | 4  | 8     |
| Pływanie synchroniczne | 0  | 2  | 2     |
| Podnoszenie ciężarów   | 1  | 1  | 2     |
| Strzelectwo            | 1  | 2  | 3     |
| Tenis ziemny           | 2  | 1  | 3     |
| Wioślarstwo            | 2  | 3  | 5     |
| Zapasy                 | 5  | 3  | 8     |
| Żeglarstwo             | 1  | 1  | 2     |
| Razem                  | 45 | 58 | 103   |

| Zawodnik                       | Data urodzenia            | Dyscyplina            |
| ------------------------------ | ------------------------- | --------------------- |
| Dzmitryj Asanau                | 18 maja 1996(dts)         | Boks                  |
| Jauhienij Bahucki              | 7 września 1999(dts)      | Lekkoatletyka         |
| Witalij Bandarenka             | 2 października 1985(dts)  | Boks                  |
| Mikita Borykau                 | 7 lipca 1992(dts)         | Kajakarstwo klasyczne |
| Dzianis Chramiankou            | 10 lipca 1996(dts)        | Zapasy                |
| Iwan Cichan                    | 24 lipca 1976(dts)        | Lekkoatletyka         |
| Jauhienij Cichancou            | 4 listopada 1998(dts)     | Podnoszenie ciężarów  |
| Mikita Cirkun                  | 24 marca 1997(dts)        | Żeglarstwo            |
| Mikita Cmyh                    | 15 kwietnia 1997(dts)     | Pływanie              |
| Jauhien Curkin                 | 9 grudnia 1997(dts)       | Pływanie              |
| Dzmitryj Dziubin               | 12 lipca 1990(dts)        | Lekkoatletyka         |
| Hleb Dudarau                   | 17 października 1996(dts) | Lekkoatletyka         |
| Ilja Fiedarenka                | 3 sierpnia 1998(dts)      | Kajakarstwo klasyczne |
| Dzmitryj Furman                | 9 lipca 1990(dts)         | Wioślarstwo           |
| Uładzisłau Hanczarou           | 2 grudnia 1995(dts)       | Skoki na trampolinie  |
| Jahor Hierasimau               | 11 listopada 1992(dts)    | Tenis ziemny          |
| Alaksandr Husztyn              | 16 sierpnia 1993(dts)     | Zapasy                |
| Ilja Iwaszka                   | 24 lutego 1994(dts)       | Tenis ziemny          |
| Aleh Jurenia                   | 21 maja 1990(dts)         | Kajakarstwo klasyczne |
| Mahamiedchabib Kadzimahamiedau | 26 maja 1994(dts)         | Zapasy                |
| Jauhienij Karalok              | 9 czerwca 1996(dts)       | Kolarstwo torowe      |
| Alaksiej Katkawiec             | 7 czerwca 1998(dts)       | Lekkoatletyka         |
| Alaksandr Lachowicz            | 4 lipca 1989(dts)         | Lekkoatletyka         |
| Uładzisłau Litwinau            | 7 stycznia 2000(dts)      | Kajakarstwo klasyczne |
| Iwan Litwinowicz               | 26 czerwca 2001(dts)      | Skoki na trampolinie  |
| Arciom Maczekin                | 20 stycznia 1991(dts)     | Pływanie              |
| Kirył Maskiewicz               | 6 marca 1998(dts)         | Zapasy                |
| Pawieł Mialeszka               | 24 listopada 1992(dts)    | Lekkoatletyka         |
| Dzmitryj Mińkou                | 31 sierpnia 1996(dts)     | Judo                  |
| Dzmitryj Nabokau               | 20 stycznia 1996(dts)     | Lekkoatletyka         |
| Dzmitryj Natynczyk             | 21 stycznia 1993(dts)     | Kajakarstwo klasyczne |
| Maksim Niedasiekau             | 21 stycznia 1998(dts)     | Lekkoatletyka         |
| Ilja Pałazkou                  | 2 sierpnia 1995(dts)      | Pięciobój nowoczesny  |
| Witalij Parachońka             | 18 sierpnia 1993(dts)     | Lekkoatletyka         |
| Alaksandr Rabuszenka           | 12 października 1995(dts) | Kolarstwo szosowe     |
| Alaksandr Radzionau            | 14 czerwca 2000(dts)      | Boks                  |
| Uładzisłau Smiahlikau          | 5 kwietnia 1993(dts)      | Boks                  |
| Mikita Swiryd                  | 25 czerwca 1996(dts)      | Judo                  |
| Ali Szabanau                   | 25 sierpnia 1989(dts)     | Zapasy                |
| Juryj Szczerbacewicz           | 11 lipca 1984(dts)        | Strzelectwo           |
| Ilja Szymanowicz               | 2 sierpnia 1994(dts)      | Pływanie              |
| Siarhiej Waładźko              | 19 października 1992(dts) | Wioślarstwo           |
| Juryj Wasilczanka              | 1 kwietnia 1994(dts)      | Lekkoatletyka         |
| Alaksandr Zielanko             | 27 lipca 1976(dts)        | Jeździectwo           |
| Witalij Żuk                    | 10 września 1996(dts)     | Lekkoatletyka         |

| Zawodniczka                 | Data urodzenia            | Dyscyplina             |
| --------------------------- | ------------------------- | ---------------------- |
| Alena Amialusik             | 6 lutego 1989(dts)        | Kolarstwo szosowe      |
| Julija Blizniec             | 5 listopada 1994(dts)     | Lekkoatletyka          |
| Tacciana Chaładowicz        | 21 czerwca 1991(dts)      | Lekkoatletyka          |
| Wasilina Chandoszka         | 16 sierpnia 2001(dts)     | Pływanie synchroniczne |
| Alaksandra Chilmanowicz     | 14 grudnia 1996(dts)      | Lekkoatletyka          |
| Wolha Chudzienka            | 12 maja 1992(dts)         | Kajakarstwo klasyczne  |
| Kryscina Cimanouska         | 10 listopada 1996(dts)    | Lekkoatletyka          |
| Arina Cycylina              | 9 października 1998(dts)  | Gimnastyka artystyczna |
| Wiktoryja Czajka            | 26 grudnia 1980(dts)      | Strzelectwo            |
| Karyna Dzimidzik            | 10 lutego 1999(dts)       | Lekkoatletyka          |
| Tacciana Drazdouska         | 6 grudnia 1978(dts)       | Żeglarstwo             |
| Alona Dubicka               | 25 stycznia 1990(dts)     | Lekkoatletyka          |
| Karyna Dziominskaja         | 25 sierpnia 1994(dts)     | Łucznictwo             |
| Alena Furman                | 8 maja 1991(dts)          | Wioślarstwo            |
| Hanna Hajdukiewicz          | 26 marca 2001(dts)        | Gimnastyka artystyczna |
| Alina Harnaśko              | 9 sierpnia 2001(dts)      | Gimnastyka artystyczna |
| Elwira Hierman              | 9 stycznia 1997(dts)      | Lekkoatletyka          |
| Karyna Jarmolenka           | 4 maja 2000(dts)          | Gimnastyka artystyczna |
| Wanesa Kaładzinska          | 27 grudnia 1992(dts)      | Zapasy                 |
| Nastassia Karakouskaja      | 1 sierpnia 1996(dts)      | Pływanie               |
| Karyna Kazłouskaja          | 18 lipca 2000(dts)        | Łucznictwo             |
| Tacciana Klimowicz          | 19 stycznia 1995(dts)     | Wioślarstwo            |
| Anastasija Kulaszowa        | 30 listopada 2001(dts)    | Pływanie               |
| Darja Kułagina              | 3 marca 1999(dts)         | Pływanie synchroniczne |
| Iryna Kuraczkina            | 17 czerwca 1994(dts)      | Zapasy                 |
| Asteria Uzo Limai           | 19 lipca 2001(dts)        | Lekkoatletyka          |
| Maryna Litwinczuk           | 12 marca 1988(dts)        | Kajakarstwo klasyczne  |
| Marharyta Machniewa         | 13 lutego 1992(dts)       | Kajakarstwo klasyczne  |
| Nadzieja Makarczanka        | 22 marca 1998(dts)        | Kajakarstwo klasyczne  |
| Anastasija Małakanawa       | 1 maja 2003(dts)          | Gimnastyka artystyczna |
| Hanna Małyszczyk            | 4 lutego 1994(dts)        | Lekkoatletyka          |
| Maryja Martynawa            | 25 grudnia 1997(dts)      | Strzelectwo            |
| Hanna Marusawa              | 8 stycznia 1978(dts)      | Łucznictwo             |
| Wasilisa Marzaluk           | 23 czerwca 1987(dts)      | Zapasy                 |
| Anastasija Masława          | 16 października 1997(dts) | Lekkoatletyka          |
| Wolha Mazuronak             | 14 kwietnia 1989(dts)     | Lekkoatletyka          |
| Nastassia Mironczyk-Iwanowa | 13 kwietnia 1989(dts)     | Lekkoatletyka          |
| Darja Naumawa               | 26 sierpnia 1995(dts)     | Podnoszenie ciężarów   |
| Alena Nazdrowa              | 10 listopada 1998(dts)    | Kajakarstwo klasyczne  |
| Ina Nikulina                | 23 lutego 1995(dts)       | Wioślarstwo            |
| Nadzieja Papok              | 26 kwietnia 1989(dts)     | Kajakarstwo klasyczne  |
| Daryna Pikulewa             | 29 sierpnia 1996(dts)     | Kajakarstwo klasyczne  |
| Anastasija Prakapienka      | 20 września 1985(dts)     | Pięciobój nowoczesny   |
| Anastasija Rarouska         | 19 stycznia 1996(dts)     | Lekkoatletyka          |
| Wiktoryja Raszczupkina      | 23 maja 1995(dts)         | Lekkoatletyka          |
| Anastasija Rybakawa         | 23 kwietnia 2000(dts)     | Gimnastyka artystyczna |
| Aryna Sabalenka             | 5 maja 1998(dts)          | Tenis ziemny           |
| Anastasija Sałos            | 18 lutego 2002(dts)       | Gimnastyka artystyczna |
| Nina Sawina                 | 21 lipca 1993(dts)        | Lekkoatletyka          |
| Wolha Siłkina               | 27 maja 1995(dts)         | Pięciobój nowoczesny   |
| Wijaleta Skwarcowa          | 15 kwietnia 1998(dts)     | Lekkoatletyka          |
| Maryna Słucka               | 9 lipca 1991(dts)         | Judo                   |
| Tacciana Szarakowa          | 31 lipca 1984(dts)        | Kolarstwo torowe       |
| Anastasija Szkurdaj         | 3 stycznia 2003(dts)      | Pływanie               |
| Hanna Tierlukiewicz         | 15 sierpnia 1987(dts)     | Lekkoatletyka          |
| Hanna Traukowa              | 1 sierpnia 2001(dts)      | Gimnastyka sportowa    |
| Alina Zmuszka               | 5 stycznia 1997(dts)      | Pływanie               |
| Iryna Żuk                   | 26 stycznia 1996(dts)     | Lekkoatletyka          |

## Rezultaty

### Boks
Mężczyźni
| Zawodnik              | Konkurencja     | 1/16             | 1/8                      | Ćwierćfinał      | Półfinał         | Finał            | Pozycja | Źródło |
| Zawodnik              | Konkurencja     | Przeciwnik Wynik | Przeciwnik Wynik         | Przeciwnik Wynik | Przeciwnik Wynik | Przeciwnik Wynik | Pozycja | Źródło |
| --------------------- | --------------- | ---------------- | ------------------------ | ---------------- | ---------------- | ---------------- | ------- | ------ |
| Dzmitryj Asanau       | waga lekka      | Al-Kasbeh W 5-0  | de Oliveira P 2-3        | NQ               | NQ               | NQ               | 9.–16.  | [ 4 ]  |
| Witalij Bandarenka    | waga średnia    | Isley P 0-5      | NQ                       | NQ               | NQ               | NQ               | 17.–25. | [ 5 ]  |
| Alaksandr Radzionau   | waga półśrednia | Ekinci W 3-2     | McCormack P 0-5          | NQ               | NQ               | NQ               | 9.–16.  | [ 6 ]  |
| Uładzisłau Smiahlikau | waga ciężka     | BYE              | Plodzicki-Faoagali W 4-1 | Nyika P 0-5      | NQ               | NQ               | 5.–8.   | [ 7 ]  |

### Gimnastyka

#### Gimnastyka sportowa
Kobiety
| Zawodniczka    | Konkurencja                           | Eliminacje | Eliminacje | Finał | Finał   | Pozycja | Źródło |
| Zawodniczka    | Konkurencja                           | Wynik      | Pozycja    | Wynik | Pozycja | Pozycja | Źródło |
| -------------- | ------------------------------------- | ---------- | ---------- | ----- | ------- | ------- | ------ |
| Hanna Traukowa | ćwiczenia wolne                       | 10,833     | 81.        | NQ    | NQ      | 81.     | [ 8 ]  |
| Hanna Traukowa | ćwiczenia na poręczach asymetrycznych | 11,966     | 65.        | NQ    | NQ      | 65.     | [ 9 ]  |
| Hanna Traukowa | ćwiczenia na równoważni               | 10,833     | 86.        | NQ    | NQ      | 86.     | [ 10 ] |
| Hanna Traukowa | wielobój indywidualny                 | 46,232     | 77.        | NQ    | NQ      | 77.     | [ 11 ] |

#### Gimnastyka artystyczna
| Zawodniczka                                                                                   | Konkurencja           | Eliminacje | Eliminacje | Finał   | Finał   | Pozycja | Źródło        |
| Zawodniczka                                                                                   | Konkurencja           | Wynik      | Pozycja    | Wynik   | Pozycja | Pozycja | Źródło        |
| --------------------------------------------------------------------------------------------- | --------------------- | ---------- | ---------- | ------- | ------- | ------- | ------------- |
| Alina Harnaśko                                                                                | wielobój indywidualny | 99,250     | 4. Q       | 102,700 | 3.      | 3.      | [ 12 ] [ 13 ] |
| Anastasija Sałos                                                                              | wielobój indywidualny | 99,150     | 5. Q       | 95,175  | 8.      | 8.      | [ 12 ] [ 13 ] |
| Hanna Hajdukiewicz Anastasija Małakanawa Anastasija Rybakawa Arina Cycylina Karyna Jarmolenka | zawody drużynowe      | 79,650     | 8. Q       | 84,050  | 5.      | 5.      | [ 14 ] [ 15 ] |

#### Skoki na trampolinie
Mężczyźni
| Zawodnik             | Eliminacje | Eliminacje | Finał  | Finał   | Pozycja | Źródło |
| Zawodnik             | Wynik      | Pozycja    | Wynik  | Pozycja | Pozycja | Źródło |
| -------------------- | ---------- | ---------- | ------ | ------- | ------- | ------ |
| Uładzisłau Hanczarou | 113,400    | 2. Q       | 60,565 | 4.      | 4.      | [ 16 ] |
| Iwan Litwinowicz     | 113,555    | 1. Q       | 61,715 | 1.      | 1.      | [ 16 ] |

### Jeździectwo

#### Wszechstronny konkurs konia wierzchowego
| Zawodnik          | Koń             | Konkurencja   | Ujeżdżenie | Ujeżdżenie | Kross | Kross   | Skoki przez przeszkody | Skoki przez przeszkody | Skoki przez przeszkody | Skoki przez przeszkody | Razem | Razem   | Pozycja | Źródło |
| Zawodnik          | Koń             | Konkurencja   | Ujeżdżenie | Ujeżdżenie | Kross | Kross   | Kwalifikacje           | Kwalifikacje           | Finał                  | Finał                  | Razem | Razem   | Pozycja | Źródło |
| Zawodnik          | Koń             | Konkurencja   | Kary       | Pozycja    | Kary  | Pozycja | Kary                   | Pozycja                | Kary                   | Pozycja                | Kary  | Pozycja | Pozycja | Źródło |
| ----------------- | --------------- | ------------- | ---------- | ---------- | ----- | ------- | ---------------------- | ---------------------- | ---------------------- | ---------------------- | ----- | ------- | ------- | ------ |
| Aleksandr Zelenko | Carlo Grande Jr | indywidualnie | 31,00      | 18.        | 92,60 | 44.     | DNS                    | DNS                    | NQ                     | NQ                     | DNF   | DNF     | –       | [ 17 ] |

### Judo
Kobiety
| Zawodniczka   | Konkurencja | 1/16                | 1/8                 | Ćwierćfinały        | Półfinały           | Repasaż 1           | Repasaż 2           | Repasaż 3           | Finał               | Pozycja | Źródło |
| Zawodniczka   | Konkurencja | Przeciwniczka Wynik | Przeciwniczka Wynik | Przeciwniczka Wynik | Przeciwniczka Wynik | Przeciwniczka Wynik | Przeciwniczka Wynik | Przeciwniczka Wynik | Przeciwniczka Wynik | Pozycja | Źródło |
| ------------- | ----------- | ------------------- | ------------------- | ------------------- | ------------------- | ------------------- | ------------------- | ------------------- | ------------------- | ------- | ------ |
| Maryna Słucka | +78 kg      | Wood W 10-00        | Han P 00-10         | NQ                  | NQ                  | NQ                  | NQ                  | NQ                  | NQ                  | 9.-16.  | [ 18 ] |

Mężczyźni
| Zawodnik        | Konkurencja | 1/16               | 1/8              | Ćwierćfinały     | Półfinały        | Repasaż 1        | Repasaż 2        | Repasaż 3        | Finał            | Pozycja | Źródło |
| Zawodnik        | Konkurencja | Przeciwnik Wynik   | Przeciwnik Wynik | Przeciwnik Wynik | Przeciwnik Wynik | Przeciwnik Wynik | Przeciwnik Wynik | Przeciwnik Wynik | Przeciwnik Wynik | Pozycja | Źródło |
| --------------- | ----------- | ------------------ | ---------------- | ---------------- | ---------------- | ---------------- | ---------------- | ---------------- | ---------------- | ------- | ------ |
| Dzmitryj Mińkou | −66 kg      | El-Idrissi W 10-00 | Baskhüü P 00-10  | NQ               | NQ               | NQ               | NQ               | NQ               | NQ               | 9.-16.  | [ 19 ] |
| Mikita Swiryd   | −100 kg     | Frey P 00-10       | NQ               | NQ               | NQ               | NQ               | NQ               | NQ               | NQ               | 17.-25. | [ 20 ] |

### Kajakarstwo

#### Kajakarstwo klasyczne
Kobiety
| Zawodniczka                                                           | Konkurencja | Eliminacje | Eliminacje | Ćwierćfinały | Ćwierćfinały | Półfinały | Półfinały | Finał A/B/C | Finał A/B/C | Pozycja | Źródło |
| Zawodniczka                                                           | Konkurencja | Czas       | Pozycja    | Czas         | Pozycja      | Czas      | Pozycja   | Czas        | Pozycja     | Pozycja | Źródło |
| --------------------------------------------------------------------- | ----------- | ---------- | ---------- | ------------ | ------------ | --------- | --------- | ----------- | ----------- | ------- | ------ |
| Alena Nazdrowa                                                        | C-1 200 m   | 46,731     | 3. (QF)    | 46,950       | 1. (SF)      | 48,120    | 5. (FB)   | 48,085      | 3.          | 11.     | [ 21 ] |
| Daryna Pikulewa Nadzieja Makarczanka                                  | C-2 500 m   | 2:09,799   | 6. (QF)    | 2:04,951     | 3. (SF)      | 2:07,205  | 5. (FB)   | 2:04,351    | 2.          | 10.     | [ 21 ] |
| Wolha Chudzienka                                                      | K-1 500 m   | 1:50,732   | 3. (SF)    | BYE          | BYE          | 1:52,755  | 3. (FB)   | 1:55,933    | 6.          | 14.     | [ 21 ] |
| Maryna Litwinczuk                                                     | K-1 500 m   | 1:49,606   | 2. (SF)    | BYE          | BYE          | 1:56,386  | 5. (FC)   | 1:57,057    | 6.          | 22.     | [ 21 ] |
| Wolha Chudzienka Maryna Litwinczuk                                    | K-2 500 m   | 1:43,377   | 2. (SF)    | BYE          | BYE          | 1:37,198  | 3. (FA)   | 1:37,647    | 6.          | 6.      | [ 21 ] |
| Marharyta Machniewa Nadzieja Papok Wolha Chudzienka Maryna Litwinczuk | K-4 500 m   | 1:34,785   | 3. (QF)    | 1:35,534     | 1. (SF)      | 1:36,672  | 2. (FA)   | 1:36,073    | 2.          | 2.      | [ 21 ] |

Mężczyźni
| Zawodnik                                                              | Konkurencja | Eliminacje | Eliminacje | Ćwierćfinały | Ćwierćfinały | Półfinały | Półfinały | Finał A/B | Finał A/B | Pozycja | Źródło |
| Zawodnik                                                              | Konkurencja | Czas       | Pozycja    | Czas         | Pozycja      | Czas      | Pozycja   | Czas      | Pozycja   | Pozycja | Źródło |
| --------------------------------------------------------------------- | ----------- | ---------- | ---------- | ------------ | ------------ | --------- | --------- | --------- | --------- | ------- | ------ |
| Aleh Jurenia                                                          | K-1 1000 m  | 3:43,444   | 1. (SF)    | BYE          | BYE          | 3:27,323  | 6. (FB)   | 3:27,190  | 4.        | 12.     | [ 21 ] |
| Mikita Borykau Aleh Jurenia                                           | K-2 1000 m  | 3:18,952   | 5. (QF)    | 3:10,126     | 1.(SF)       | 3:18,875  | 3. (FA)   | 3:17,769  | 7.        | 7.      | [ 21 ] |
| Uładzisłau Litwinau Dźmitryj Natynczyk Ilja Fiedarenka Mikita Borykau | K-4 500 m   | 1:22,896   | 3. (QF)    | 1:23,848     | 2. (SF)      | 1:24,206  | 3. (FA)   | 1:24,510  | 5.        | 5.      | [ 21 ] |

### Kolarstwo

#### Kolarstwo szosowe
Kobiety
| Zawodniczka     | Konkurencja                | Czas     | Pozycja | Źródło |
| --------------- | -------------------------- | -------- | ------- | ------ |
| Alena Amialusik | wyścig ze startu wspólnego | 3:55:05  | 17.     | [ 22 ] |
| Alena Amialusik | jazda indywidualna na czas | 33:21,41 | 16.     | [ 23 ] |

Mężczyźni
| Zawodnik             | Konkurencja                | Czas    | Pozycja | Źródło |
| -------------------- | -------------------------- | ------- | ------- | ------ |
| Alaksandr Rabuszenka | wyścig ze startu wspólnego | 6:21:46 | 66.     | [ 24 ] |

#### Kolarstwo torowe
Omnium
| Zawodnik           | Konkurencja | SR     | TR     | ER     | Wyścig punktowy | Wyścig punktowy | Wyścig punktowy | Punkty | Pozycja | Źródło |
| Zawodnik           | Konkurencja | Punkty | Punkty | Punkty | Sprint          | Okrążenia       | Miejsce         | Punkty | Pozycja | Źródło |
| ------------------ | ----------- | ------ | ------ | ------ | --------------- | --------------- | --------------- | ------ | ------- | ------ |
| Tacciana Szarakowa | kobiety     | 20     | 12     | 4      |                 |                 | 14.             | 36     | 16.     | [ 25 ] |
| Jauhienij Karalok  | mężczyźni   | 6      | 14     | 6      | 10              | 40              | 10.             | 76     | 12.     | [ 26 ] |

### Lekkoatletyka

#### Kobiety
Konkurencje biegowe
| Zawodniczka                                                              | Konkurencja                | Preeliminacje | Preeliminacje | Elimincje | Elimincje | Półfinał | Półfinał | Finał   | Finał   | Pozycja | Źródło        |
| Zawodniczka                                                              | Konkurencja                | Wynik         | Pozycja       | Wynik     | Pozycja   | Wynik    | Pozycja  | Wynik   | Pozycja | Pozycja | Źródło        |
| ------------------------------------------------------------------------ | -------------------------- | ------------- | ------------- | --------- | --------- | -------- | -------- | ------- | ------- | ------- | ------------- |
| Kryscina Cimanouska                                                      | bieg na 100 m              | BYE           | BYE           | 11,47     | 37.       | NQ       | NQ       | NQ      | NQ      | 37.     | [ 27 ]        |
| Elwira Hierman                                                           | bieg na 100 m przez płotki | —             | —             | 12,95     | 18. Q     | 12,71    | 10.      | NQ      | NQ      | 10.     | [ 28 ] [ 29 ] |
| Alaksandra Chilmanowicz Julija Blizniec Elwira Hierman Asteria Uzo Limai | sztafeta 4 × 400 m         | —             | —             | 3:33,00   | 15.       | —        | —        | NQ      | NQ      | 15.     | [ 30 ] [ 31 ] |
| Wolha Mazuronak                                                          | maraton                    | —             | —             | —         | —         | —        | —        | 2:29:06 | 5.      | 5.      | [ 32 ]        |
| Nina Sawina                                                              | maraton                    | —             | —             | —         | —         | —        | —        | 2:38:41 | 50.     | 50.     | [ 32 ]        |
| Anastasija Rarouska                                                      | chód na 20 km              | —             | —             | —         | —         | —        | —        | 1:35:09 | 23.     | 23.     | [ 33 ]        |
| Wiktoryja Raszczupkina                                                   | chód na 20 km              | —             | —             | —         | —         | —        | —        | 1:43:33 | 49.     | 49.     | [ 33 ]        |
| Hanna Tierlukiewicz                                                      | chód na 20 km              | —             | —             | —         | —         | —        | —        | 1:37:22 | 31.     | 31.     | [ 33 ]        |

Konkurencje techniczne
| Zawodniczka                 | Konkurencja    | Kwalifikacje | Kwalifikacje | Finał | Finał   | Pozycja | Źródło        |
| Zawodniczka                 | Konkurencja    | Wynik        | Pozycja      | Wynik | Pozycja | Pozycja | Źródło        |
| --------------------------- | -------------- | ------------ | ------------ | ----- | ------- | ------- | ------------- |
| Karyna Dzimidzik            | skok wzwyż     | 1,90         | 19.          | NQ    | NQ      | 19.     | [ 34 ]        |
| Iryna Żuk                   | skok o tyczce  | 4,55         | 8. q         | 4,50  | 8.      | 8.      | [ 35 ] [ 36 ] |
| Nastassia Mironczyk-Iwanowa | skok w dal     | 6,55         | 14.          | NQ    | NQ      | 14.     | [ 37 ]        |
| Wijaleta Skwarcowa          | trójskok       | 14,05        | 18.          | NQ    | NQ      | 18.     | [ 38 ]        |
| Alona Dubicka               | pchnięcie kulą | 18,89        | 5. Q         | 18,73 | 9.      | 9.      | [ 39 ] [ 40 ] |
| Hanna Małyszczyk            | rzut młotem    | 70,80        | 13.          | NQ    | NQ      | 13.     | [ 41 ]        |
| Anastasija Masława          | rzut młotem    | 65,15        | 28.          | NQ    | NQ      | 28.     | [ 41 ]        |
| Tacciana Chaładowicz        | rzut oszczepem | 60,78        | 13.          | NQ    | NQ      | 13.     | [ 42 ]        |

#### Mężczyźni
Konkurencje biegowe
| Zawodnik            | Konkurencja                | Elimincje | Elimincje | Półfinał | Półfinał | Finał   | Finał   | Pozycja | Źródło |
| Zawodnik            | Konkurencja                | Wynik     | Pozycja   | Wynik    | Pozycja  | Wynik   | Pozycja | Pozycja | Źródło |
| ------------------- | -------------------------- | --------- | --------- | -------- | -------- | ------- | ------- | ------- | ------ |
| Witalij Parachońka  | bieg na 110 m przez płotki | 13,61     | 25.       | NQ       | NQ       | NQ      | NQ      | 25.     | [ 43 ] |
| Alaksandr Lachowicz | chód na 20 km              | —         | —         | —        | —        | 1:31:28 | 45.     | 45.     | [ 44 ] |
| Dzmitryj Dziubin    | chód na 50 km              | —         | —         | —        | —        | 4:00:25 | 22.     | 22.     | [ 45 ] |

Konkurencje techniczne
| Zawodnik           | Konkurencja    | Kwalifikacje | Kwalifikacje | Finał | Finał   | Pozycja | Źródło        |
| Zawodnik           | Konkurencja    | Wynik        | Pozycja      | Wynik | Pozycja | Pozycja | Źródło        |
| ------------------ | -------------- | ------------ | ------------ | ----- | ------- | ------- | ------------- |
| Dzmitryj Nabokau   | skok wzwyż     | 2,25         | 14.          | NQ    | NQ      | 14.     | [ 46 ] [ 47 ] |
| Maksim Niedasiekau | skok wzwyż     | 2,28         | 12. q        | 2,37  | 3.      | 3.      | [ 46 ] [ 47 ] |
| Jauhienij Bahucki  | rzut dyskiem   | 58,65        | 27.          | NQ    | NQ      | 27.     | [ 48 ]        |
| Iwan Cichan        | rzut młotem    | 74,57        | 18.          | NQ    | NQ      | 18.     | [ 49 ]        |
| Hleb Dudarau       | rzut młotem    | 71,60        | 27.          | NQ    | NQ      | 27.     | [ 49 ]        |
| Juryj Wasilczanka  | rzut młotem    | 74,00        | 19.          | NQ    | NQ      | 19.     | [ 49 ]        |
| Alaksiej Katkawiec | rzut oszczepem | 82,72        | 9. q         | 83,71 | 6.      | 6.      | [ 50 ] [ 51 ] |
| Pawieł Mialeszka   | rzut oszczepem | 82,64        | 11. q        | 82,28 | 10.     | 10.     | [ 50 ] [ 51 ] |

Dziesięciobój
| Zawodnik    | Konkurencja | 100 m | SD   | PK    | SW   | 400 m | 110 m ppł | RD    | ST   | RO    | 1500 m  | Wynik | Pozycja | Źródło |
| ----------- | ----------- | ----- | ---- | ----- | ---- | ----- | --------- | ----- | ---- | ----- | ------- | ----- | ------- | ------ |
| Witalij Żuk | Rezultat    | 11,04 | 6,93 | 16,23 | 1,96 | 49,22 | 14,95     | 47,01 | 5,10 | 59,49 | 4:42,57 | 8131  | 13.     | [ 52 ] |
| Witalij Żuk | Punkty      | 852   | 797  | 865   | 767  | 851   | 856       | 808   | 941  | 730   | 664     | 8131  | 13.     | [ 52 ] |

### Łucznictwo
Kobiety
| Zawodniczka                                           | Konkurencja   | Runda rankingowa | Runda rankingowa | 1/32              | 1/16             | 1/8              | Ćwierćfinały     | Półfinały                | Finał/BM         | Pozycja | Źródło        |
| Zawodniczka                                           | Konkurencja   | Wynik            | Pozycja          | Przeciwnik Wynik  | Przeciwnik Wynik | Przeciwnik Wynik | Przeciwnik Wynik | Przeciwnik Wynik         | Przeciwnik Wynik | Pozycja | Źródło        |
| ----------------------------------------------------- | ------------- | ---------------- | ---------------- | ----------------- | ---------------- | ---------------- | ---------------- | ------------------------ | ---------------- | ------- | ------------- |
| Karyna Dziominskaja                                   | indywidualnie | 642              | 29.              | Siddique W 610-59 | Valencia P 3-7   | NQ               | NQ               | NQ                       | NQ               | 17.-32. | [ 53 ] [ 54 ] |
| Karyna Kazłouskaja                                    | indywidualnie | 607              | 61.              | Valencia P 0-6    | NQ               | NQ               | NQ               | NQ                       | NQ               | 33.-64. | [ 53 ] [ 54 ] |
| Hanna Marusawa                                        | indywidualnie | 633              | 39.              | Unruh W 6-4       | Yamauchi W 6-0   | Boari P 59-610   | NQ               | NQ                       | NQ               | 9.-16.  | [ 53 ] [ 54 ] |
| Karyna Dziominskaja Karyna Kazłouskaja Hanna Marusawa | drużynowo     | 1882             | 12.              | —                 | —                | Chiny · W 5-3    | Japonia · W 5-3  | Korea Południowa · P 1-5 | Niemcy · P 1-5   | 4.      | [ 55 ] [ 56 ] |

### Pięciobój nowoczesny
| Zawodnik               | Konkurencja | Szermierka | Szermierka | Szermierka | Pływanie | Pływanie | Pływanie | Jazda konna | Jazda konna | Jazda konna | Kombinacja: strzelanie/bieg przełajowy | Kombinacja: strzelanie/bieg przełajowy | Kombinacja: strzelanie/bieg przełajowy | Suma punktów | Pozycja | Źródło |
| Zawodnik               | Konkurencja | Wynik      | M.         | Punkty     | Czas     | M.       | Punkty   | Rezultat    | M.          | Punkty      | Czas                                   | M.                                     | Punkty                                 | Suma punktów | Pozycja | Źródło |
| ---------------------- | ----------- | ---------- | ---------- | ---------- | -------- | -------- | -------- | ----------- | ----------- | ----------- | -------------------------------------- | -------------------------------------- | -------------------------------------- | ------------ | ------- | ------ |
| Anastasija Prakapienka | kobiety     | 18+0       | 16.        | 208        | 2:25,01  | 34.      | 260      | 83,49       | 22.         | 283         | 11:49,38                               | 4.                                     | 591                                    | 1342         | 8.      | [ 57 ] |
| Wolha Siłkina          | kobiety     | 21+1       | 12.        | 217        | 2:15,22  | 17.      | 280      | 89,07       | 23.         | 274         | 12:59,81                               | 23.                                    | 521                                    | 1292         | 18.     | [ 57 ] |
| Ilja Pałazkou          | mężczyźni   | 24+0       | 4.         | 244        | 2:01,15  | 14.      | 308      | 83,21       | 29.         | 262         | 11:35,78                               | 24.                                    | 605                                    | 1419         | 17.     | [ 58 ] |

### Pływanie
Kobiety
| Zawodniczka                                                                   | Konkurencja            | Eliminacje | Eliminacje | Półfinał | Półfinał | Finał | Finał   | Pozycja | Źródło               |
| Zawodniczka                                                                   | Konkurencja            | Czas       | Miejsce    | Czas     | Miejsce  | Czas  | Miejsce | Pozycja | Źródło               |
| ----------------------------------------------------------------------------- | ---------------------- | ---------- | ---------- | -------- | -------- | ----- | ------- | ------- | -------------------- |
| Anastasija Szkurdaj                                                           | 100 m st. dowolnym     | 55,17      | 28.        | NQ       | NQ       | NQ    | NQ      | 28.     | [ 59 ]               |
| Anastasija Szkurdaj                                                           | 100 m st. grzbietowym  | DNS        | DNS        | NQ       | NQ       | NQ    | NQ      | –       | [ 60 ]               |
| Anastasija Szkurdaj                                                           | 100 m st. motylkowym   | 56,99      | 7. Q       | 57,19    | 8. Q     | 57,05 | 8.      | 8.      | [ 61 ] [ 62 ] [ 63 ] |
| Alina Zmuszka                                                                 | 100 m st. klasycznym   | 1:07,58    | 21.        | NQ       | NQ       | NQ    | NQ      | 21.     | [ 64 ]               |
| Alina Zmuszka                                                                 | 200 m st. klasycznym   | 2:27,59    | 26.        | NQ       | NQ       | NQ    | NQ      | 26.     | [ 65 ]               |
| Anastasija Szkurdaj Alina Zmuszka Anastasija Kulaszowa Nastassia Karakouskaja | 4 × 100 m st. zmiennym | 4:00,49    | 12.        | —        | —        | NQ    | NQ      | 12.     | [ 66 ]               |

Mężczyźni
| Zawodnik                                                    | Konkurencja            | Eliminacje | Eliminacje | Półfinał | Półfinał | Finał | Finał   | Pozycja | Źródło               |
| Zawodnik                                                    | Konkurencja            | Czas       | Miejsce    | Czas     | Miejsce  | Czas  | Miejsce | Pozycja | Źródło               |
| ----------------------------------------------------------- | ---------------------- | ---------- | ---------- | -------- | -------- | ----- | ------- | ------- | -------------------- |
| Mikita Cmyh                                                 | 100 m st. grzbietowym  | 54,88      | 33.        | NQ       | NQ       | NQ    | NQ      | 30.     | [ 67 ]               |
| Ilja Szymanowicz                                            | 100 m st. klasycznym   | 59,33      | 9. Q       | 59,08    | 7. Q     | 59,36 | 8.      | 8.      | [ 68 ] [ 69 ] [ 70 ] |
| Jauhien Curkin                                              | 100 m st. motylkowym   | 52,90      | 42.        | NQ       | NQ       | NQ    | NQ      | 42.     | [ 71 ]               |
| Mikita Cmyh Ilja Szymanowicz Jauhien Curkin Arciom Maczekin | 4 × 100 m st. zmiennym | 3:34,82    | 12.        | —        | —        | NQ    | NQ      | 12.     | [ 72 ]               |

Mieszane
| Zawodnik                                                              | Konkurencja            | Eliminacje | Eliminacje | Półfinał | Półfinał | Finał | Finał   | Pozycja | Źródło |
| Zawodnik                                                              | Konkurencja            | Czas       | Miejsce    | Czas     | Miejsce  | Czas  | Miejsce | Pozycja | Źródło |
| --------------------------------------------------------------------- | ---------------------- | ---------- | ---------- | -------- | -------- | ----- | ------- | ------- | ------ |
| Mikita Cmyh Ilja Szymanowicz Anastasija Kulaszowa Anastasija Szkurdaj | 4 × 100 m st. zmiennym | 3:46,35    | 12.        | —        | —        | NQ    | NQ      | 12.     | [ 73 ] |

### Pływanie synchroniczne
| Zawodnik                           | Konkurencja | Eliminacje       | Eliminacje    | Eliminacje | Eliminacje | Finał            | Finał         | Finał    | Finał   | Pozycja | Źródło        |
| Zawodnik                           | Konkurencja | Runda techniczna | Runda dowolna | Razem      | Miejsce    | Runda techniczna | Runda dowolna | Razem    | Miejsce | Pozycja | Źródło        |
| Zawodnik                           | Konkurencja | Punkty           | Punkty        | Punkty     | Miejsce    | Punkty           | Punkty        | Punkty   | Miejsce | Pozycja | Źródło        |
| ---------------------------------- | ----------- | ---------------- | ------------- | ---------- | ---------- | ---------------- | ------------- | -------- | ------- | ------- | ------------- |
| Wasilina Chandoszka Darja Kułagina | Duety       | 87,2101          | 88,0333       | 175,2434   | 10. Q      | 87,2101          | 87,8000       | 175,0101 | 11.     | 11.     | [ 74 ] [ 75 ] |

### Podnoszenie ciężarów
Kobiety
| Zawodnik      | Konkurencja | Rwanie | Rwanie  | Podrzut | Podrzut | Razem | Pozycja | Źródło |
| Zawodnik      | Konkurencja | Wynik  | Pozycja | Wynik   | Pozycja | Razem | Pozycja | Źródło |
| ------------- | ----------- | ------ | ------- | ------- | ------- | ----- | ------- | ------ |
| Darja Naumawa | -76 kg      | 103    | 6.      | 131     | 5.      | 234   | 5.      | [ 76 ] |

Mężczyźni
| Zawodnik            | Konkurencja | Rwanie | Rwanie  | Podrzut | Podrzut | Razem | Pozycja | Źródło |
| Zawodnik            | Konkurencja | Wynik  | Pozycja | Wynik   | Pozycja | Razem | Pozycja | Źródło |
| ------------------- | ----------- | ------ | ------- | ------- | ------- | ----- | ------- | ------ |
| Jauhienij Cichancou | -96 kg      | 173    | 6.      | –       | DNF     | –     | –       | [ 77 ] |

### Strzelectwo
Kobiety
| Zawodniczka      | Konkurencja                               | Kwalifikacje | Kwalifikacje | Finał | Finał   | Pozycja | Źródło |
| Zawodniczka      | Konkurencja                               | Wynik        | Pozycja      | Wynik | Pozycja | Pozycja | Źródło |
| ---------------- | ----------------------------------------- | ------------ | ------------ | ----- | ------- | ------- | ------ |
| Wiktoryja Czajka | pistolet pneumatyczny, 10 m               | 576-17x      | 11.          | NQ    | NQ      | 11.     | [ 78 ] |
| Wiktoryja Czajka | pistolet sportowy, 25 m                   | 571-19x      | 36.          | NQ    | NQ      | 36.     | [ 79 ] |
| Maryja Martynawa | karabin pneumatyczny, 10 m                | 624,3        | 24.          | NQ    | NQ      | 24.     | [ 80 ] |
| Maryja Martynawa | karabin małokalibrowy, trzy postawy, 50 m | 1166-60x     | 17.          | NQ    | NQ      | 17.     | [ 81 ] |

Mężczyźni
| Zawodnik             | Konkurencja                               | Kwalifikacje | Kwalifikacje | Finał | Finał   | Pozycja | Źródło        |
| Zawodnik             | Konkurencja                               | Wynik        | Pozycja      | Wynik | Pozycja | Pozycja | Źródło        |
| -------------------- | ----------------------------------------- | ------------ | ------------ | ----- | ------- | ------- | ------------- |
| Juryj Szczerbacewicz | karabin pneumatyczny, 10 m                | 626,6        | 15.          | NQ    | NQ      | 15.     | [ 82 ]        |
| Juryj Szczerbacewicz | karabin małokalibrowy, trzy postawy, 50 m | 1176-55x     | 8. Q         | 406,3 | 7.      | 7.      | [ 83 ] [ 84 ] |

Mieszane
| Zawodnik                              | Konkurencja                | Kwalifikacje 1 | Kwalifikacje 1 | Kwalifikacje 2 | Kwalifikacje 2 | Finał | Finał   | Pozycja | Źródło |
| Zawodnik                              | Konkurencja                | Wynik          | Pozycja        | Wynik          | Pozycja        | Wynik | Pozycja | Pozycja | Źródło |
| ------------------------------------- | -------------------------- | -------------- | -------------- | -------------- | -------------- | ----- | ------- | ------- | ------ |
| Maryja Martynawa Juryj Szczerbacewicz | karabin pneumatyczny, 10 m | 622,6          | 23.            | NQ             | NQ             | NQ    | NQ      | 23.     | [ 85 ] |

### Tenis ziemny
Kobiety
| Zawodniczka     | Konkurencja | 1/32                | 1/16                   | 1/8                 | Ćwierćfinały        | Półfinały           | Finał               | Pozycja | Źródło |
| Zawodniczka     | Konkurencja | Przeciwniczka Wynik | Przeciwniczka Wynik    | Przeciwniczka Wynik | Przeciwniczka Wynik | Przeciwniczka Wynik | Przeciwniczka Wynik | Pozycja | Źródło |
| --------------- | ----------- | ------------------- | ---------------------- | ------------------- | ------------------- | ------------------- | ------------------- | ------- | ------ |
| Aryna Sabalenka | singel      | Linette W 6:2, 6:1  | Vekić P 4:6, 6:3, 63:7 | NQ                  | NQ                  | NQ                  | NQ                  | 17.-32. | [ 86 ] |

Mężczyźni
| Zawodnik                      | Konkurencja | 1/32                    | 1/16                        | 1/8                   | Ćwierćfinały     | Półfinały        | Finał            | Pozycja | Źródło |
| Zawodnik                      | Konkurencja | Przeciwnik Wynik        | Przeciwnik Wynik            | Przeciwnik Wynik      | Przeciwnik Wynik | Przeciwnik Wynik | Przeciwnik Wynik | Pozycja | Źródło |
| ----------------------------- | ----------- | ----------------------- | --------------------------- | --------------------- | ---------------- | ---------------- | ---------------- | ------- | ------ |
| Jahor Hierasimau              | singel      | Simon W 4:6, 6:3, 6:4   | Fognini P 4:6, 64:7         | NQ                    | NQ               | NQ               | NQ               | 17.-32. | [ 86 ] |
| Ilja Iwaszka                  | singel      | Monfils W 6:4, 4:6, 7:5 | Kukuszkin W 64:7, 6:3, 6:3  | Nishikori P 67:7, 0:6 | NQ               | NQ               | NQ               | 9.-16.  | [ 86 ] |
| Jahor Hierasimau Ilja Iwaszka | debel       | —                       | Daniell / Venus P 3:6, 66:7 | NQ                    | NQ               | NQ               | NQ               | 17.-32. | [ 86 ] |

### Wioślarstwo
Kobiety
| Zawodniczka               | Konkurencja | Eliminacje | Eliminacje | Repasaż | Repasaż     | Ćwierćfinały | Ćwierćfinały | Półfinały C/D | Półfinały C/D | Półfinały A/B | Półfinały A/B | Finał C/D | Finał C/D | Finał A/B | Finał A/B | Pozycja | Źródło |
| Zawodniczka               | Konkurencja | Czas       | Pozycja    | Czas    | Pozycja     | Czas         | Pozycja      | Czas          | Pozycja       | Czas          | Pozycja       | Czas      | Pozycja   | Czas      | Pozycja   | Pozycja | Źródło |
| ------------------------- | ----------- | ---------- | ---------- | ------- | ----------- | ------------ | ------------ | ------------- | ------------- | ------------- | ------------- | --------- | --------- | --------- | --------- | ------- | ------ |
| Tacciana Klimowicz        | W1x         | 7:51,86    | 2. Q (Ć)   | BYE     | BYE         | 8:09,04      | 4. (PC/D)    | 7:33,78       | 2. (FC)       | NQ            | NQ            | 7:39,53   | 1.        | NQ        | NQ        | 13.     | [ 87 ] |
| Ina Nikulina Alena Furman | LW2x        | 7:10,15    | 4. (R)     | 7:26,99 | 2. Q (PA/B) | —            | —            | —             | —             | 6:54,78       | 6. (FB)       | BYE       | BYE       | 6:57,84   | 5.        | 11.     | [ 88 ] |

Mężczyźni
| Zawodnik                          | Konkurencja | Eliminacje | Eliminacje | Repasaż | Repasaż     | Półfinały A/B | Półfinały A/B | Finał B | Finał B | Finał A | Finał A | Pozycja | Źródło |
| Zawodnik                          | Konkurencja | Czas       | Pozycja    | Czas    | Pozycja     | Czas          | Pozycja       | Czas    | Pozycja | Czas    | Pozycja | Pozycja | Źródło |
| --------------------------------- | ----------- | ---------- | ---------- | ------- | ----------- | ------------- | ------------- | ------- | ------- | ------- | ------- | ------- | ------ |
| Dzmitryj Furman Siarhiej Waładźko | M2-         | 7:05,65    | 4. (R)     | 6:52,82 | 3. Q (PA/B) | 6:30,66       | 5. (FB)       | 6:25,88 | 2.      | NQ      | NQ      | 8.      | [ 89 ] |

### Zapasy
Kobiety
| Zawodnik           | Konkurencja | 1/8                 | Ćwierćfinał         | Półfinał            | Repasaż 1           | Repasaż 2           | Pojedynek o 3. miejsce | Finał               | Pozycja | Źródło |
| Zawodnik           | Konkurencja | Przeciwniczka Wynik | Przeciwniczka Wynik | Przeciwniczka Wynik | Przeciwniczka Wynik | Przeciwniczka Wynik | Przeciwniczka Wynik    | Przeciwniczka Wynik | Pozycja | Źródło |
| ------------------ | ----------- | ------------------- | ------------------- | ------------------- | ------------------- | ------------------- | ---------------------- | ------------------- | ------- | ------ |
| Wanesa Kaładzinska | -53 kg      | Ana W 10:0          | Phogat W 9F:3       | Pang P 2:2          | BYE                 | BYE                 | Winchester W 4F:0      | NQ                  | 3.      | [ 90 ] |
| Iryna Kuraczkina   | -57 kg      | Malik W 8:2         | Kobłowa W 6:3       | Nikołowa W 11:0     | BYE                 | BYE                 | BYE                    | Kawai P 0:5         | 2.      | [ 91 ] |
| Wasilisa Marzaluk  | -76 kg      | Rotter-Focken P 1:2 | NQ                  | NQ                  | Zhou P 1:2          | NQ                  | NQ                     | NQ                  | 9.      | [ 92 ] |

Mężczyźni – styl klasyczny
| Zawodnik         | Konkurencja | 1/8              | Ćwierćfinał      | Półfinał         | Repasaż 1        | Repasaż 2        | Pojedynek o 3. miejsce | Finał            | Pozycja | Źródło |
| Zawodnik         | Konkurencja | Przeciwnik Wynik | Przeciwnik Wynik | Przeciwnik Wynik | Przeciwnik Wynik | Przeciwnik Wynik | Przeciwnik Wynik       | Przeciwnik Wynik | Pozycja | Źródło |
| ---------------- | ----------- | ---------------- | ---------------- | ---------------- | ---------------- | ---------------- | ---------------------- | ---------------- | ------- | ------ |
| Kirył Maskiewicz | -87 kg      | Mutawalli P 1:9  | NQ               | NQ               | NQ               | NQ               | NQ                     | NQ               | 15.     | [ 93 ] |

Mężczyźni – styl wolny
| Zawodnik                      | Konkurencja | 1/8                | Ćwierćfinał      | Półfinał         | Repasaż 1        | Repasaż 2        | Pojedynek o 3. miejsce | Finał            | Pozycja | Źródło |
| Zawodnik                      | Konkurencja | Przeciwnik Wynik   | Przeciwnik Wynik | Przeciwnik Wynik | Przeciwnik Wynik | Przeciwnik Wynik | Przeciwnik Wynik       | Przeciwnik Wynik | Pozycja | Źródło |
| ----------------------------- | ----------- | ------------------ | ---------------- | ---------------- | ---------------- | ---------------- | ---------------------- | ---------------- | ------- | ------ |
| Magomiedchabib Kadimagomiedow | -74 kg      | Garzón W 12:8      | Dake W 11:0      | Chamizo W 9:7    | BYE              | BYE              | BYE                    | Sidakow P 0:7    | 2.      | [ 94 ] |
| Ali Szabanau                  | -86 kg      | Taylor P 0:11      | NQ               | NQ               | Amine P 0:2      | NQ               | NQ                     | NQ               | 16.     | [ 95 ] |
| Alaksandr Husztyn             | -97 kg      | Salas P 3:4        | NQ               | NQ               | NQ               | NQ               | NQ                     | NQ               | 12.     | [ 96 ] |
| Dzianis Chramiankou           | -125 kg     | Lchagwagerel P 4:8 | NQ               | NQ               | NQ               | NQ               | NQ                     | NQ               | 9.      | [ 97 ] |

### Żeglarstwo
Kobiety
| Zawodnik            | Konkurencja  | Wyścig | Wyścig | Wyścig | Wyścig | Wyścig | Wyścig | Wyścig | Wyścig | Wyścig | Wyścig | Wyścig | Punkty | Pozycja | Źródło |
| Zawodnik            | Konkurencja  | 1      | 2      | 3      | 4      | 5      | 6      | 7      | 8      | 9      | 10     | M      | Punkty | Pozycja | Źródło |
| ------------------- | ------------ | ------ | ------ | ------ | ------ | ------ | ------ | ------ | ------ | ------ | ------ | ------ | ------ | ------- | ------ |
| Tacciana Drazdouska | Laser Radial | 26     | 22     | 20     | 25     | 20     | 8      | 17     | 19     | 23     | 19     | NQ     | 173    | 21.     | [ 98 ] |

Mężczyźni
| Zawodnik      | Konkurencja | Wyścig | Wyścig | Wyścig | Wyścig | Wyścig | Wyścig | Wyścig | Wyścig | Wyścig | Wyścig | Wyścig | Wyścig | Wyścig | Punkty | Pozycja | Źródło |
| Zawodnik      | Konkurencja | 1      | 2      | 3      | 4      | 5      | 6      | 7      | 8      | 9      | 10     | 11     | 12     | M      | Punkty | Pozycja | Źródło |
| ------------- | ----------- | ------ | ------ | ------ | ------ | ------ | ------ | ------ | ------ | ------ | ------ | ------ | ------ | ------ | ------ | ------- | ------ |
| Mikita Cirkun | RS:X        | 17     | 10     | 23     | 17     | 26     | 19     | 21     | 12     | 18     | 23     | 20     | 20     | NQ     | 200    | 18.     | [ 99 ] |